# マリア・ザハロワ
マリア・ウラジーミロヴナ・ザハロワ（ロシア語: Мари́я Влади́мировна Заха́рова、英語: Maria Vladimirovna  Zakharova、1975年12月24日）は、ロシア連邦の政治家。ロシア外務省情報報道局長であり、ロシア外務省報道官。博士号に相当するロシアの博士候補の学位を歴史科学の分野で持っている。

## キャリア
2016年、ザハロワは BBCの100人の女性に選ばれた。

## 2022年ロシアのウクライナ侵攻
2022年2月16日、ザハロワは、2022年ロシアのウクライナ侵攻において、ロシアによるウクライナへの差し迫った侵略についての西側メディアの予測を嘲笑した。
2022年2月23日（ロシアによるウクライナ侵攻の前日）、欧州連合はザハロワに対して、「ロシア政府宣伝の中心人物」として、また「ロシア軍の配備を促進した」として、他の著名なロシアのメディア関係者とともに制裁の対象とした。3月8日、オーストラリアもザハロワに対して制裁を課した。3月18日、日本政府はザハロワをロシアに対する制裁の対象とした。

## 私生活
2005年11月7日、ザハロワはAndrei Makarovとアメリカのニューヨーク市にあるロシア領事館で結婚式をした。夫婦には2010年8月に生まれた娘のマリアナがいる。